# Valle Umbra
La valle Umbra, detta anche valle Spoletana, è un'ampia ed estesa pianura alluvionale, la seconda dell'Umbria, anticamente occupata da due laghi, il Lacus Clitorius ed il Lacus Umber, precedentemente uniti in un unico bacino ed oggi prosciugati, la cui unica traccia residua è costituita dalle Fonti del Clitunno. Di forma allungata, delimitata ad est dalla catena Appenninica e ad ovest dalla catena dei Monti Martani, si estende nella direttrice nord-sud, da Spoleto fino alla confluenza nella valle del Tevere ed è attraversata dal fiume Topino e dai suoi affluenti, tra cui il fiume Clitunno (che deriva il nome dal Lacus Clitorius), che la attraversa per tutta la sua lunghezza. 

## Descrizione

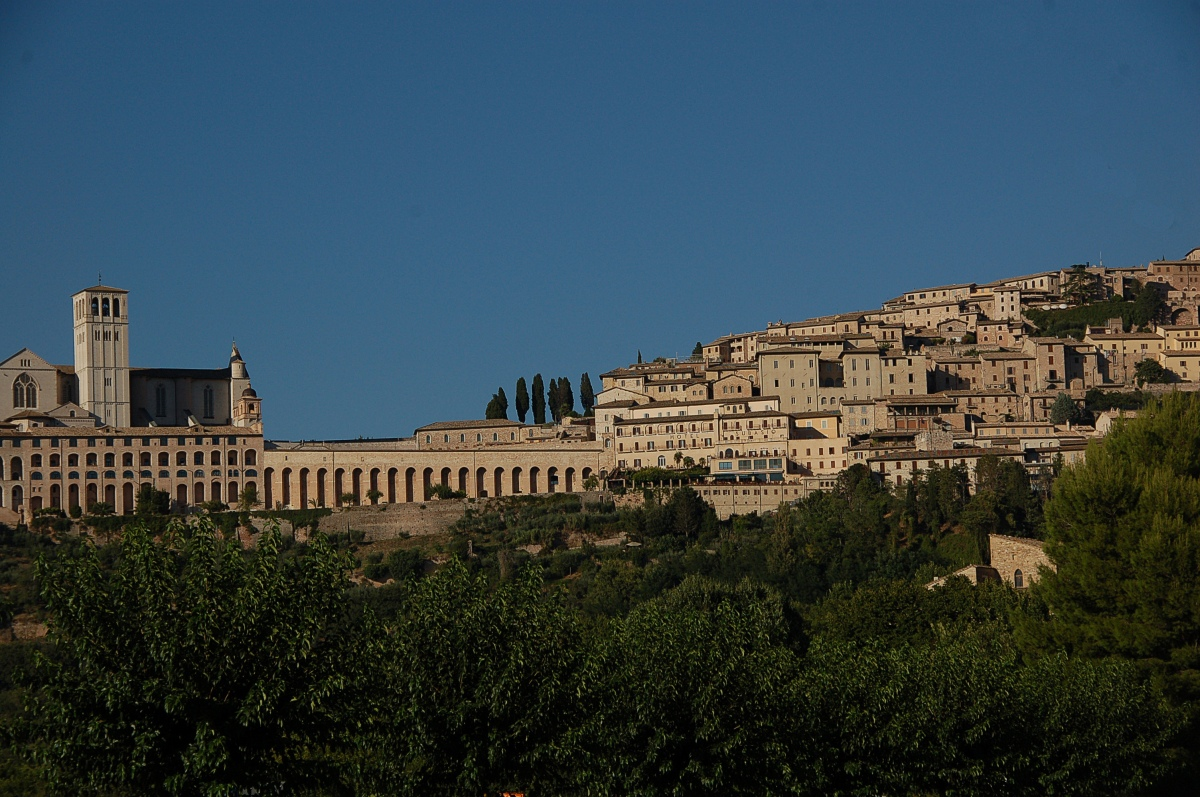
Assisi

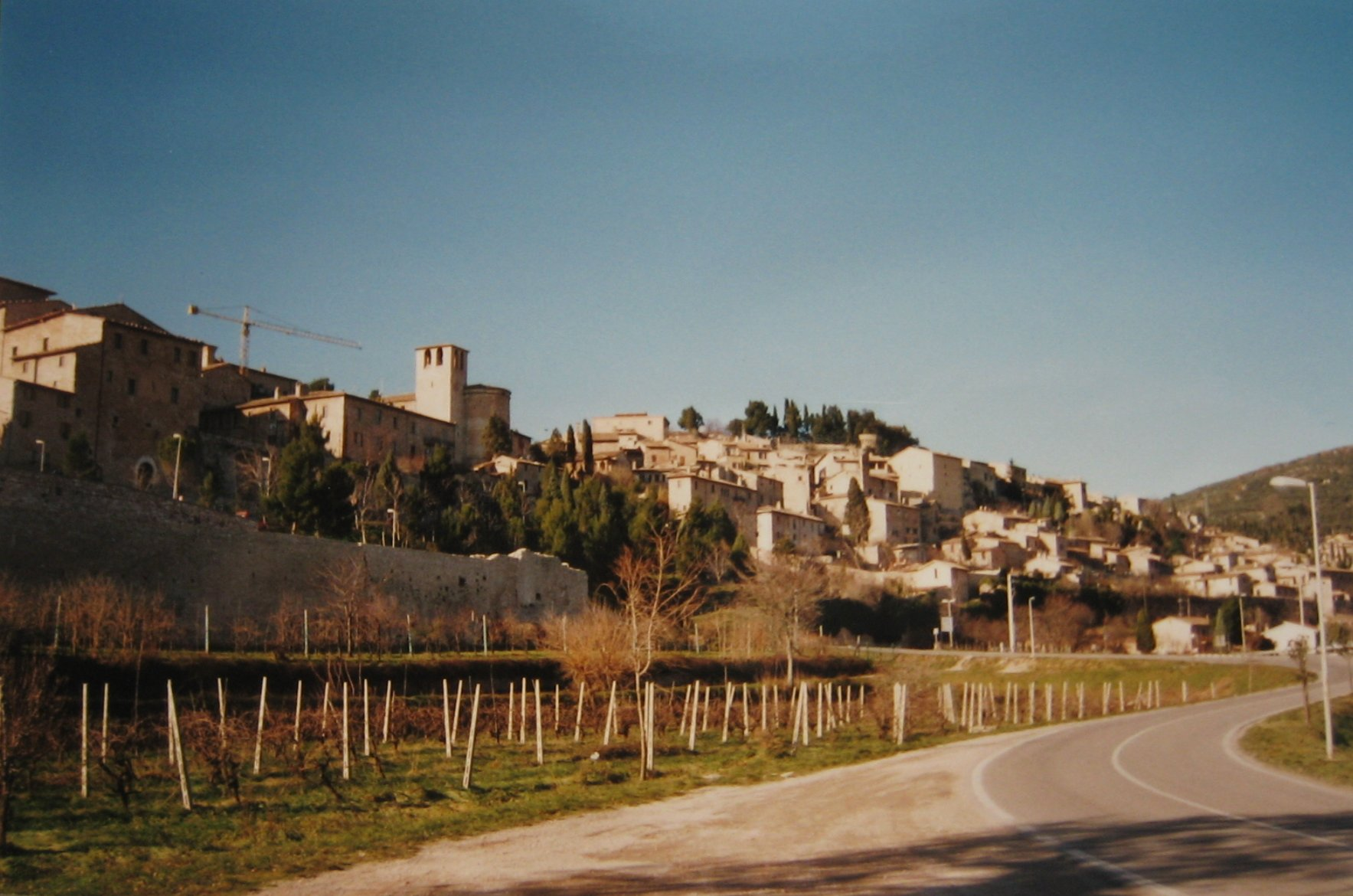
Spello

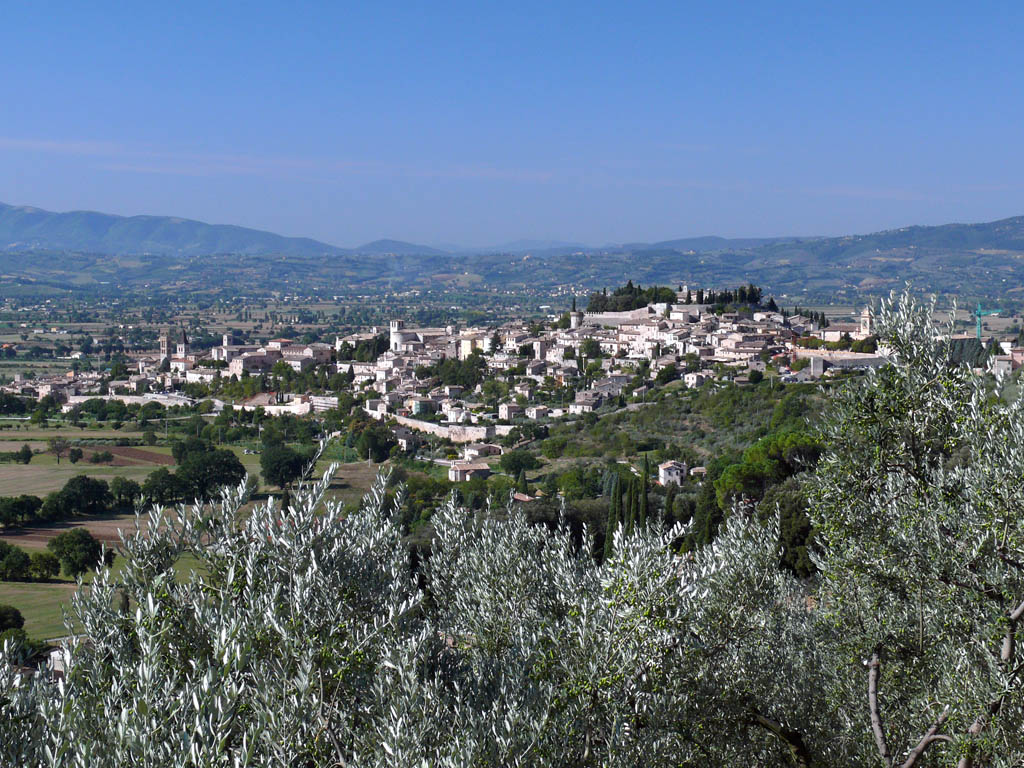
Spello vista dalla piana del Monte Subasio

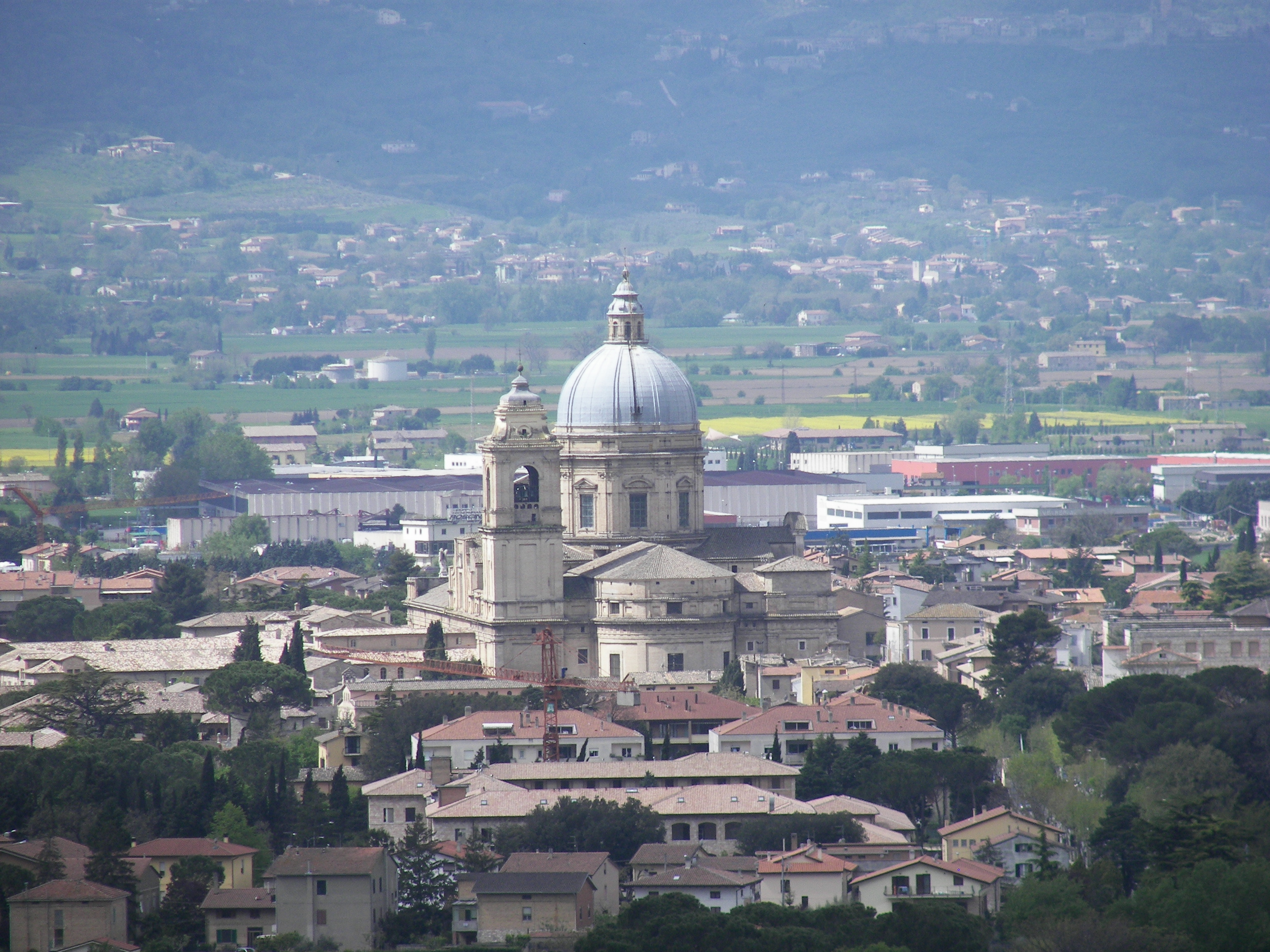
Santa Maria degli Angeli

Abitata da circa 150 000 abitanti, le principali città sono Foligno, che si estende al centro della valle stessa, e Spoleto, che si trova all'estremo sud. Altre città che occupano il fondovalle o si affacciano sulla valle sono Assisi, Bastia Umbra, Bevagna, Castel Ritaldi, Spello, Trevi e Montefalco. La valle è occupata da un continuum quasi ininterrotto di tessuto urbano ed industriale che va da Spoleto allo sbocco nella valle del Tevere, lungo le direttrici stradali della Flaminia e della Centrale Umbra e che comprende gli abitati principali di Spoleto, San Giacomo, Campello sul Clitunno, Borgo Trevi, Matigge, Sant'Eraclio, Foligno con le sue frazioni contigue, Spello, Capitan Loreto, Capodacqua, Santa Maria degli Angeli, Assisi, Bastia Umbra, fino a raggiungere Ponte San Giovanni nella valle del Tevere.

### Comuni
È totalmente compresa nel territorio della provincia di Perugia e, da un punto di vista geografico, dei comuni di:
- Assisi
- Bastia Umbra
- Bettona
- Bevagna
- Campello sul Clitunno
- Cannara
- Castel Ritaldi
- Foligno
- Montefalco
- Spello
- Spoleto
- Trevi
- Valtopina

Il termine Valle Umbra ha anche un significato amministrativo ed indica quella parte del territorio della regione umbra principalmente occupato dalla Valle Umbra ( o Spoletina ), ma che si estende anche alle montagne limitrofe e che insieme alla Valnerina costituisce un circondario amministrativo ("Associazione dei comuni", AUSL, "bacino di trasporto", vari consorzi intercomunali, Arpa, ecc. a volte chiamato anche "Area vasta") oltre che sede di Tribunale (Spoleto) e Terzo Polo Ospedaliero dell'Umbria (Spoleto-Foligno) che alcuni vedono come possibile "terza provincia umbra" ( con doppio Capoluogo Spoleto-Foligno ) avendo caratteristiche storiche, culturali, economiche e sociali nettamente distinte da quelle delle altre due grandi aree della regione.
Oggi le amministrazioni (tra cui anche la AUSL n.2) fanno tutte riferimento ad un unico territorio (che però esclude i comuni di Assisi, Bastia Umbra e Bettona) a cui va aggiunta la "Valnerina" e la Provincia di Terni. Tale area viene spesso anche definita come "Flaminia-Valnerina". Anche le federazioni dei partiti politici hanno adeguato la propria struttura terriitoriale a questa divisione.
- Pertanto da un punto di vista amministrativo fanno parte della "Valle Umbra" i comuni sopra elencati ed i seguenti che non ne fanno parte da un punto di vista geografico:
- Giano dell'Umbria
- Gualdo Cattaneo
- Massa Martana
- Nocera Umbra

in Valnerina:
- Cascia
- Cerreto di Spoleto
- Monteleone di Spoleto
- Norcia
- Poggiodomo
- Preci
- Sant'Anatolia di Narco
- Scheggino
- Sellano
- Vallo di Nera

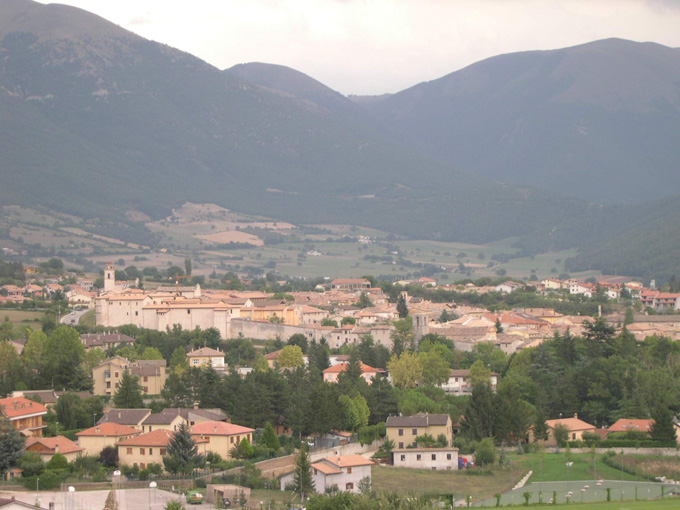
Il centro di Norcia

In passato la valle era stata divisa in tre comprensori amministrativi: "Valle Umbra Nord" (che comprendeva il circondario di Assisi), "Valle Umbra Sud" (comprendente il circondario di Foligno) e "Spoletino" (comprendente il circondario di Spoleto) e tutta la regione era divisa in 11 comprensori, ma tale suddivisione non è più utilizzata.

### Trasporti
È attraversata per tutta la sua lunghezza dalla superstrada Flaminia e dalla superstrada SS75 che si origina a Foligno dalla Flaminia stessa. È attraversata anche per tutta la sua lunghezza dalla ferrovia Roma-Ancona e dalla Foligno-Terontola che corrono parallelamente alle strade. Si trovano nella Valle Umbra gli unici due aeroporti dell'Umbria, l'aeroporto di Foligno e l'aeroporto di Sant'Egidio che è situato all'estremità nord della valle.

### Ospedali
La Valle è servita dall'Ospedale " San Giovanni Battista " di Foligno ", che insieme al " San Matteo degli Infermi " di Spoleto e alle strutture di Trevi, Norcia e Cascia, formano il Terzo Polo Ospedaliero della Regione Umbria con 560 posti letto a disposizione e denominato distretto sanitario Sud-Est Foligno-Spoleto-Valnerina. La città di Spoleto è la Sede del Distretto. Essendo considerato un polo ospedaliero unico, diviso su due strutture, i figli dei residenti della città di Spoleto, nati al " San Giovanni Battista " di Foligno, potranno far ugualmente scrivere sulla carta di identità, nato/a a Spoleto.

### Tribunali
Per l'intera Valle Umbra, il Tribunale Territoriale di competenza è quello della Città di Spoleto, che ha giurisdizione sui seguenti Comuni: Bevagna, Campello sul Clitunno, Cannara, Cascia, Castel Ritaldi, Cerreto di Spoleto, Collazone, Deruta, Foligno, Fratta Todina, Giano dell'Umbria, Gualdo Cattaneo, Marsciano, Massa Martana, Monte Castello di Vibio, Montefalco, Monteleone di Spoleto, Nocera Umbra, Norcia, Poggiodomo, Preci, Sant'Antatolia di Narco, Scheggino, Sellano, Spello, Spoleto, Todi, Trevi, Vallo di Nera, Valtopina.